# Abderramão ibne Ibraim Sori
Abderramão, Abederramão, Abderramane ou Abederramane ibne Ibraim Sori (em árabe: عبد الرحمن ابن ابراهيم سوري, Abdul-Rahman ibn Ibrahima Sori; 1762-1829) foi nobre e emir (comandante ou governador) da África Ocidental que foi capturado em Futa Jalom, em Guiné, e vendido a comerciantes de escravos nos Estados Unidos em 1788. Após descoberta sua linhagem nobre, seu mestre Thomas Foster começou a chamá-lo "príncipe", um título pelo qual Abdul Ramane seria conhecido até seus últimos dias. Após passar 40 anos como escravo, foi liberto em 1828 por ordens do presidente John Quincy Adams (1825–1829) e o secretário de Estado Henry Clay após o sultão do Marrocos requirir sua libertação.